# Lippertsreute
Lippertsreute ist ein Ortsteil der Großen Kreisstadt Überlingen im westlichen Bodenseekreis im südlichen Baden-Württemberg. Das Dorf ist staatlich anerkannter Erholungsort und liegt gut fünf Kilometer nordöstlich des Überlinger Stadtgebiets.

## Geographie

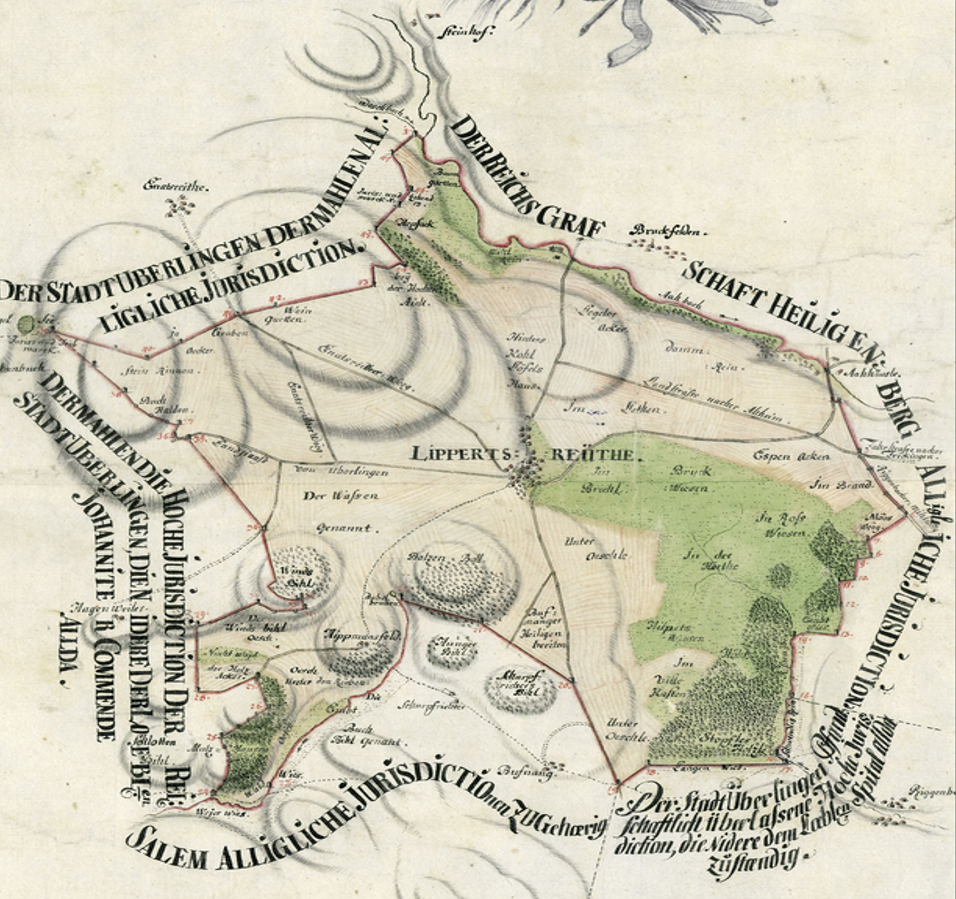
Die Gemarkung Lippertsreute im Jahr 1788

Lippertsreute liegt in einer durch Moränen geprägten Drumlinlandschaft westlich der Landesstraße 200 (Überlingen – Pfullendorf) mitten im Landschaftsschutzgebiet Lippertsreuter Umland und am westlichen Rande des Salemertals im Linzgau. Nördlich grenzt als eines der ältesten Naturschutzgebiete Deutschlands der Aachtobel mit der Linzer Aach an den Ort. Die Gesamtfläche der Gemarkung Lippertsreute beträgt 687 Hektar.
Zum Ort gehören die Ortschaften und Weiler Bruckfelder Mühle, Ernatsreute (seit 1924, zuvor zu Bambergen), Hagenweiler (seit 1928, zuvor zu Andelshofen), Hebsack, Hippmannsfelderhof, In der hohen Eich, Neues Haus, Oberhof, Schellenberg, Steinhöfe und Wackenhausen.
Benachbarte Gemeinden sind (nördlich im Uhrzeigersinn): Altheim (Ortsteil von Frickingen), Frickingen, Rickenbach (Ortsteil von Salem), Bambergen (Ortsteil von Überlingen) und Hohenbodman (Ortsteil von Owingen).

## Geschichte

### Lippertsreute
Dem Namen des Ortes (-reute) ist zu entnehmen, dass sich Lippertsreute aus einer Rodungssiedlung aus dem 9. oder 10. Jahrhundert entwickelte. Als Luiprehtisruti wurde Lippertsreute im Jahr 1158 erstmals erwähnt.
Im 12. Jahrhundert war der Ort im Besitz von St. Stephan in Konstanz, später von St. Johann in Konstanz. Die Herren von Bodman übten im 13. Jahrhundert die Herrschaft über Lippertsreute aus. Die Reichsabtei Salem erwarb 1217 Güter im Ort. 1280 gelangte Lippertsreute an die Johanniterkommende aus Überlingen, die 1337 den Ort an die Deutschordenskommende Mainau veräußerten.
Bis 1805 blieb Lippertsreute im Besitz des Deutschen Ordens auf der Mainau innerhalb der Landkomturei Altshausen. Durch die lange Zeit im Besitz des Ordens trägt das heutige Ortswappen noch das Johanniterkreuz im Schild. Lippertsreute wurde 1806 eigenständige, großherzoglich-badische Gemeinde im Bezirksamt Überlingen (ab 1939 Landkreis) und wurde schließlich am 1. April 1972 zur Stadt Überlingen eingemeindet.
2004 wurde Lippertsreute als Erholungsort anerkannt. Beim Bundeswettbewerb Unsere Stadt blüht auf (Entente Florale) erhielt Überlingen im Jahr 2005 unter der Mitwirkung der Ortsteile Lippertsreute und Deisendorf eine Goldmedaille; 2008 feierte der Ort sein 850-jähriges Bestehen.

### Ernatsreute
Wie bei Lippertsreute handelt es sich bei Ernatsreute um eine Rodungssiedlung, die bereits 1213 erstmals erwähnt wurde, als ein Adliger namens Conradus de Eradesriuti dort seinen Sitz hatte (später Herlansriuti). Der Ort kam 1408 an das Heilig-Geist-Spital Überlingen und war damit Teil des Spitalamtes Bambergen. Neben der Überlinger Herrschaft in Ernatsreute besaßen auch die Deutschordensritter von der Insel Mainau dort einen Lehnshof. Seit 1803 war Ernatsreute Teil der damals selbstständigen Gemeinde Bambergen, bis er 1924 nach Lippertsreute eingemeindet wurde. Durch Neubaugebiete erfuhr der einstige kleine Weiler seit den 1960er Jahren eine erhebliche Vergrößerung.

## Politik
Nachdem Lippertsreute im Zuge der Gemeindereformen 1972 seine Selbstständigkeit verloren hatte, wurde (wie bei sämtlichen anderen Überlinger Ortsteilen) das Amt des Bürgermeisters und des Gemeinderats durch einen Ortsvorsteher und den Ortschaftsrat ersetzt. Seit Juli 2019 ist Siegfried Hanßler Ortsvorsteher.

### Einwohnerentwicklung
Die Zahlen von 1852 bis 1970 beruhen auf Volkszählungsergebnissen.
| Jahr          | 1852 | 1871 | 1880 | 1890 | 1900 | 1910 | 1925 | 1933 | 1939 | 1950 | 1956 | 1961 | 1970 | 2014  |
| Einwohnerzahl | 257  | 367  | 358  | 389  | 386  | 406  | 336  | 404  | 393  | 467  | 448  | 474  | 597  | 931   |
| Quelle        |      |      |      |      |      |      |      |      |      |      |      |      |      | [ 7 ] |

### Wappen
Das Wappen von Lippertsreute zeigt in einem silbernen Schild ein rotes Johanniterkreuz mit goldenem Herzschild, in dem sich eine schwarze Lilie befindet.

## Religion
In Lippertsreute befindet sich die römisch-katholische Kirche Unsere Liebe Frau, die der Seelsorgeeinheit Überlingen im Dekanat Linzgau des Erzbistums Freiburg zugeordnet ist. In Ernatsreute steht die kleine Kapelle St. Wendelin.
Zur einstigen Pfarrei Lippertsreute gehörten Baufnang und Berghof bei Tüfingen sowie (zumindest um 1435) Hermannsberg (heute zu Heiligenberg/Hattenweiler).

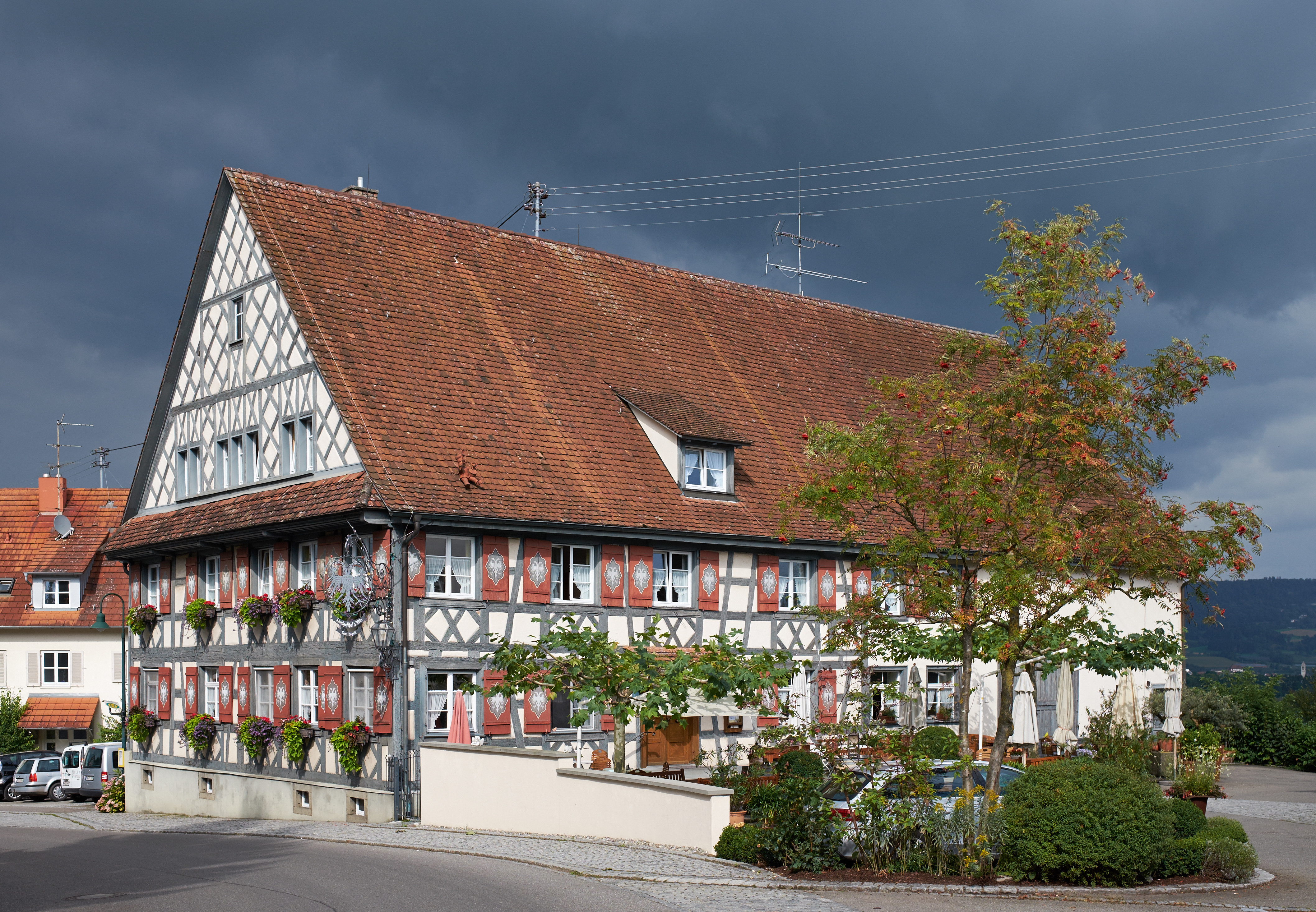
Der Landgasthof Adler in der Lippertsreuter Ortsmitte

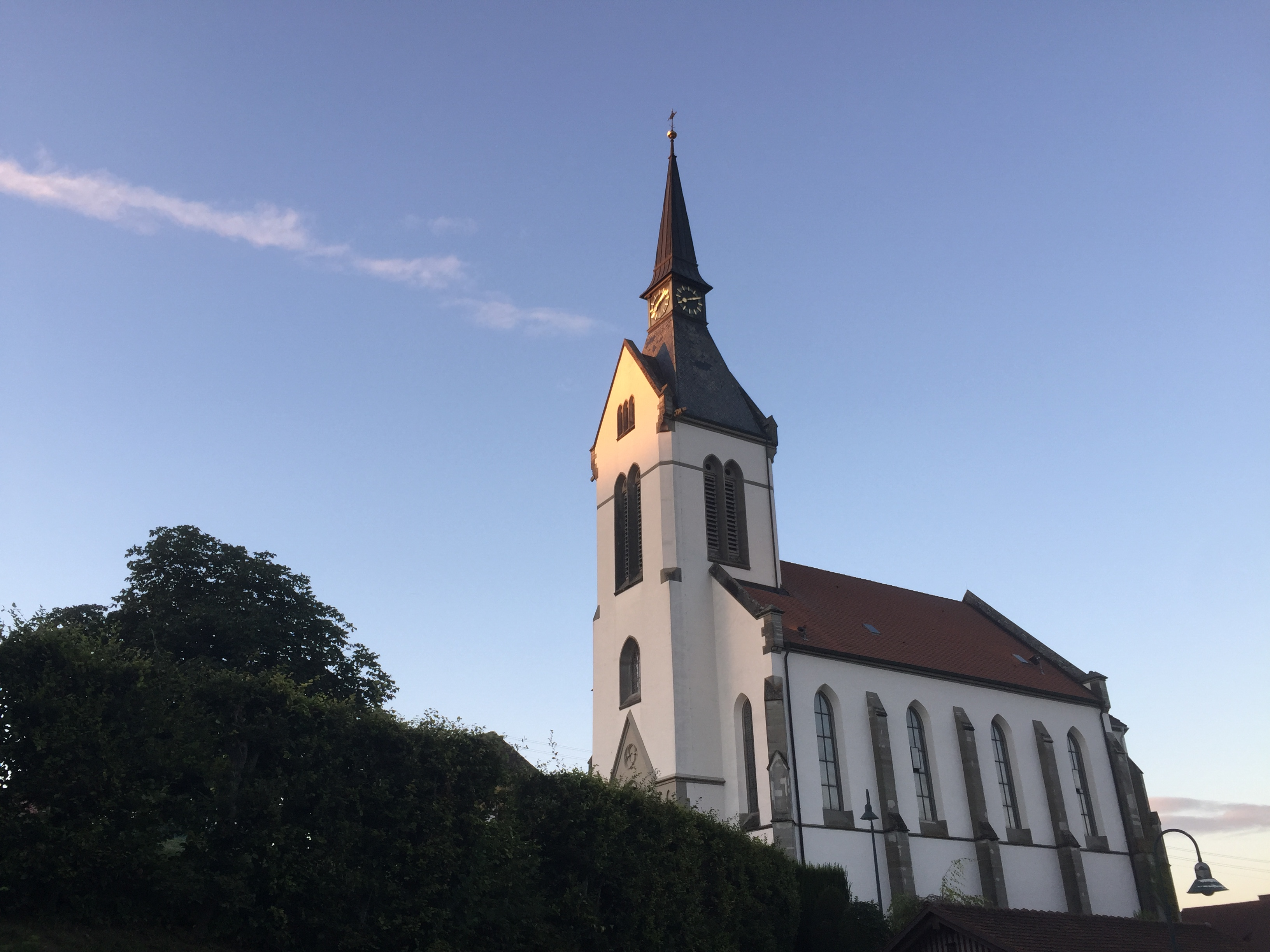
Katholische Kirche Unsere Liebe Frau

## Sehenswürdigkeiten

### Ortsbild
Im Ort befinden sich mehrere sehenswerte Fachwerkbauten, darunter der denkmalgeschützte Landgasthof Adler in der Ortsmitte, der reiches Zierfachwerk aus dem 18. Jahrhundert zeigt sowie das alte, 1668/69 errichtete Pfarrhaus mit Krüppelwalmdach.
Auch das im Neobarock gehaltene und der Heimatschutzarchitektur zuzuordnende Rathaus von 1907/08 mit Arkadengang im Erdgeschoss ist zu erwähnen.

### Unsere Liebe Frau
Das wohl auffälligste Bauwerk in Lippertsreute ist die katholische Kirche Unsere Liebe Frau, die auf dem höchsten Punkt in der Ortsmitte errichtet wurde und deren Turm bzw. Turmspitze in der Umgebung des Linzgaus weithin sichtbar ist. Beim Bauwerk selbst handelt es sich um eine 1881/82 im Stil der Neugotik errichtete einschiffige Saalkirche aus vier Jochen mit spitzbogigen Fenstern und einfachem Strebewerk aus Sandstein. Im Osten ist der niedrigere und eingezogene Chor mit Dreiachtelschluss angefügt, im Westen erhebt sich über der Eingangsfassade der Turm auf quadratischem Grundriss.

### Maria im Stein

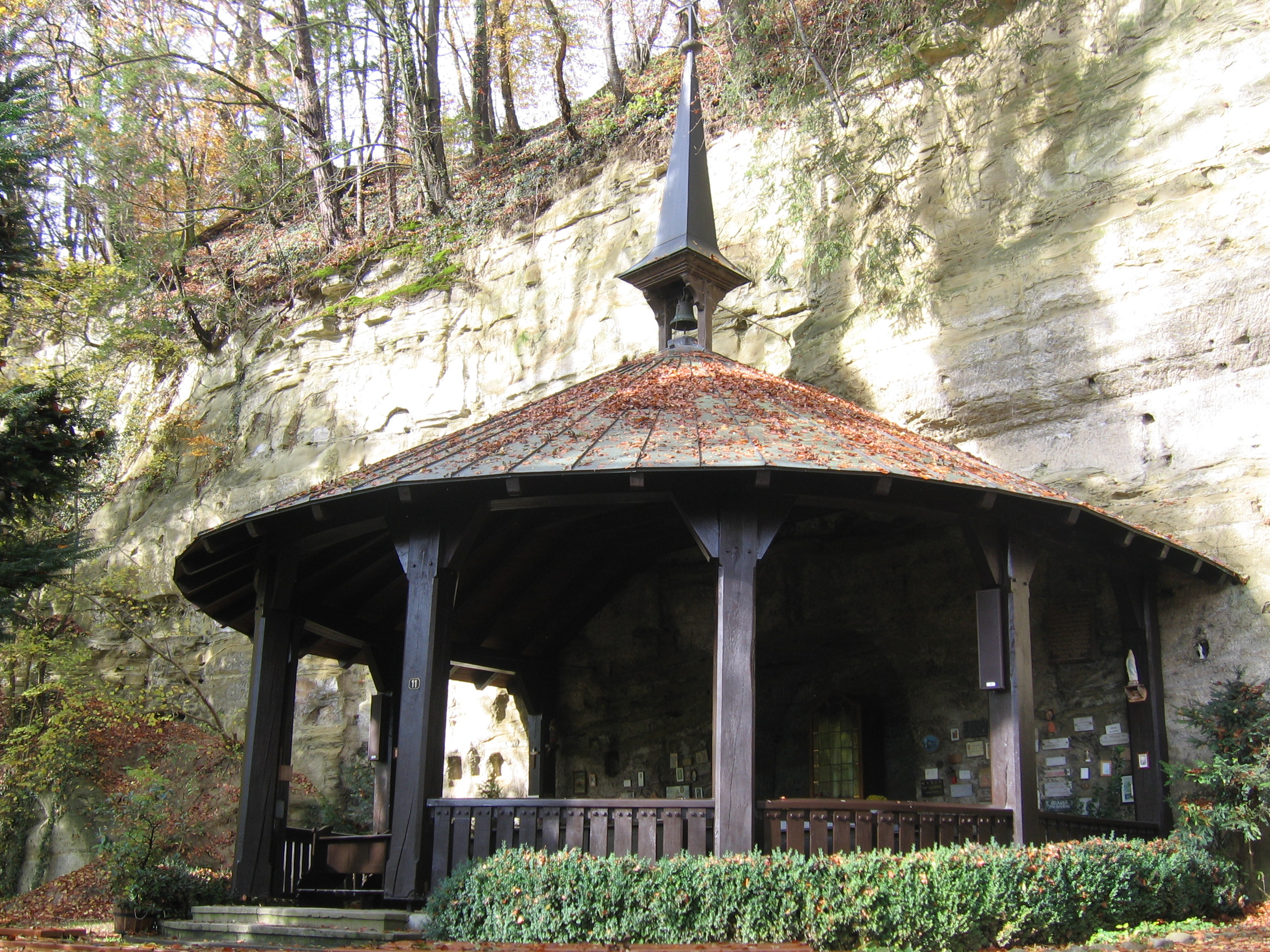
Wallfahrtsstätte Maria im Stein

Im Naturschutzgebiet Aachtobel unterhalb der Steinhöfe befindet sich die Wallfahrtsstätte Maria im Stein, die bereits im Jahr 1550 erwähnt wurde. Den Höhepunkt der Wallfahrt erlebte die damalige Kapelle von 1720 bis 1750, ehe im 19. Jahrhundert die Stätte aufgehoben wurde und man das Gnadenbild in die Lippertsreuter Kirche verbrachte.
Erst 1948 entstand am alten Ort eine neue Kapelle, die seitdem wieder für Wallfahrten genutzt wird.

## Wirtschaft und Infrastruktur

### Wirtschaft
Trotz des immer mehr zunehmenden Tourismus ist Lippertsreute heute immer noch überwiegend landwirtschaftlich geprägt.

### Verkehr
Von Überlingen aus erreicht man den Ort über eine Abzweigung der L 200, die bereits im Stadtgebiet als Lippertsreuter Straße beginnt. Außerdem verläuft die L 205 durch den Ort.
Lippertsreute, das dem Bodensee-Oberschwaben Verkehrsverbund (bodo) angehört, ist zwar nicht an das Stadtbusnetz angeschlossen, dafür aber mit der RAB-Buslinie nach Heiligenberg erreichbar.

### Bildung
Ein Kindergarten und eine Grundschule befinden sich im Ort, wobei die Grundschule zusammen mit dem Überlinger Ortsteil Deisendorf betrieben wird.

## Gemeindeleben
Für das Gemeindeleben steht mit der Mehrzweckhalle Luibrechthalle ein größerer Versammlungsort zur Verfügung.
Als örtliches Informationsblatt erscheint monatlich das Lippertsreuter Blättle.
Vereine
Ein breites Angebot von Vereinen steht in Lippertsreute zur Verfügung:
- Freiwillige Feuerwehr
- Kirchenchor Lippertsreute
- Musikverein Harmonie Lippertsreute e. V.
- Narrenverein  Lippertsreute e. V.
- SpVgg F.A.L. (Spielvereinigung Frickingen, Altheim, Lippertsreute), Fußballverein
- Turngruppe Luibrechthopser und Turnfrauen Lippertsreute

Der Kirchenchor (Gründung 1822), der Musikverein (1861) und die Freiwillige Feuerwehr (1932) zählen zu den ältesten Vereinen.

## Persönlichkeiten
- Johann Baptist Nesensohn (1748–1807), aus Hofen (Friedrichshafen), seit 1778 Pfarrer in Lippertsreute
- Eugen Walter (1906–1999) aus Karlsruhe, 1941–1948 und 1949–1951 Pfarrverweser und Pfarrer von Lippertsreute
- Josef Maier (1921–1995), geboren in Lippertsreute, deutscher Mechaniker, Erfinder und Unternehmer